# Karima Delli
Karima Delli (Roubaix, 4 maart 1979) is een Frans politicus en lid van het Europees Parlement voor Europe Écologie-Les Verts.
Sinds de Europese Parlementsverkiezingen in 2009 zetelt ze voor de Europese Groene Partij in het Europees Parlement, waarbij ze tot de Europese Parlementsverkiezingen in 2014 voornamelijk actief was in de commissie werkgelegenheid en sociale zaken. In haar tweede ambtstermijn als Europarlementslid, maakt ze deel uit van de commissie vervoer en toerisme, waarvan ze in januari 2017 Michael Cramer verving als voorzitter.
In 2016 stelde ze zich kandidaat voor de voorverkiezingen binnen haar partij in aanloop naar de Franse presidentsverkiezingen van 2017. Ze haalde bij die voorverkiezingen echter de tweede ronde niet, uiteindelijk werd Yannick Jadot presidentskandidaat voor Europe Écologie-Les Verts.
- Bibliothèque nationale de France: cb16774210g (data)
- Gemeinsame Normdatei: 1052374239
- International Standard Name Identifier: 0000 0004 3657 9966
- Système universitaire de documentation: 181365596
- Virtual International Authority File: 310502431
- WorldCat: E39PBJkdjfd6b46QxdJPR6CbBP